# Volvo Cars Gent
Die Volvo Cars Gent N.V. (bis 2007 Volvo Cars Europe Industry N.V.) ist ein Automobilhersteller aus dem Hafengebiet der Stadt Gent in Belgien. Das Unternehmen existiert seit 1965 und ist seitdem eine einhundertprozentige Tochtergesellschaft der Volvo Car Corporation. Bekannt ist das Unternehmen für seine Automobilproduktion für den europäischen wie auch internationalen Handel. Rund 6.500 Arbeitnehmer werden hier beschäftigt (2025). Im Jahr 2023 wurden an dem Standort 230 527 Fahrzeuge gefertigt.
Im Werk laufen die Modelle Volvo V60 (inklusive Cross Country), Volvo XC40 (seit November 2017) sowie Volvo C40 (seit 2021) vom Band. Seit April 2025 wird auch das Modell EX30 hier gefertigt. Der in Gent 2008 bis 2017 produzierte XC60 war der erste SUV aus dem flämischen Volvo-Werk.

## Ehemalige Modellreihen
Aufgenommen wurde die Produktion im Werk im Herbst 1965 mit der Montage der Modelle 120, 121, 122 und 130, die hier als Schwestermodelle des schwedischen Amazons in den Karosserieformen Stufenhecklimousine, Coupé und Kombi vom Band rollten. Mit der Einstellung verschiedener Typen im Jahr 1967 blieb schließlich nur noch das Modell 130 übrig, das noch bis zum Jahresende 1969 weiter gebaut wurde. Die eingestellten Modelle hingegen hatte man durch den 140 ersetzt, der als Stufenheck (P 144) und Kombi (P 145) erhältlich war.
Nach fast sechsjähriger Produktion etablierte Volvo 1974 schließlich das Modell 240 auf dem europäischen Markt, auch wieder als Stufenhecklimousine oder Kombi.
Bereits 1983, knapp zwei Jahre vor dem lokalen Produktionsende der Serie 240, legte man nun die Nachfolgemodelle 740 und 760 auf. Nach einer technischen Überarbeitung gab es das Modell ab 1991 auch unter der Bezeichnung 940, es wurde aber bereits im Folgejahr mitsamt seinen beiden älteren Schwestermodellen eingestellt. Der modernere 850 wurde zusammen mit dem 940 auf den europäischen Märkten eingeführt. Volvo hatte den 850 hier noch bis in das Jahr 1996 hinein gebaut. Alle dieser vier Modelle gab es sowohl als Stufenhecklimousine als auch als Kombi.
Als Ersatz für den 850 legte Volvo im Sommer 1996 die Stufenhecklimousine S70 und den Kombi V70 auf, die beide äußerlich noch sehr an die Vorgänger erinnerten. Im neuen Jahrtausend gab es bei Volvo einen neuen Stil. Neu war die Stufenhecklimousine S60, der Kombi wurde durch die zweite Generation des V70 ersetzt. Für die Kompaktklasse dagegen gab es ab 2003 die Modelle S40 und V50, welche mit den Mittelklassemodellen S60 und V70 nahezu gleich waren. Kurze Zeit gab es in diesem Stil dann auch noch die Coupé-Variante namens C30, deren Produktion im Dezember 2012 eingestellt wurde.

## Modellübersicht

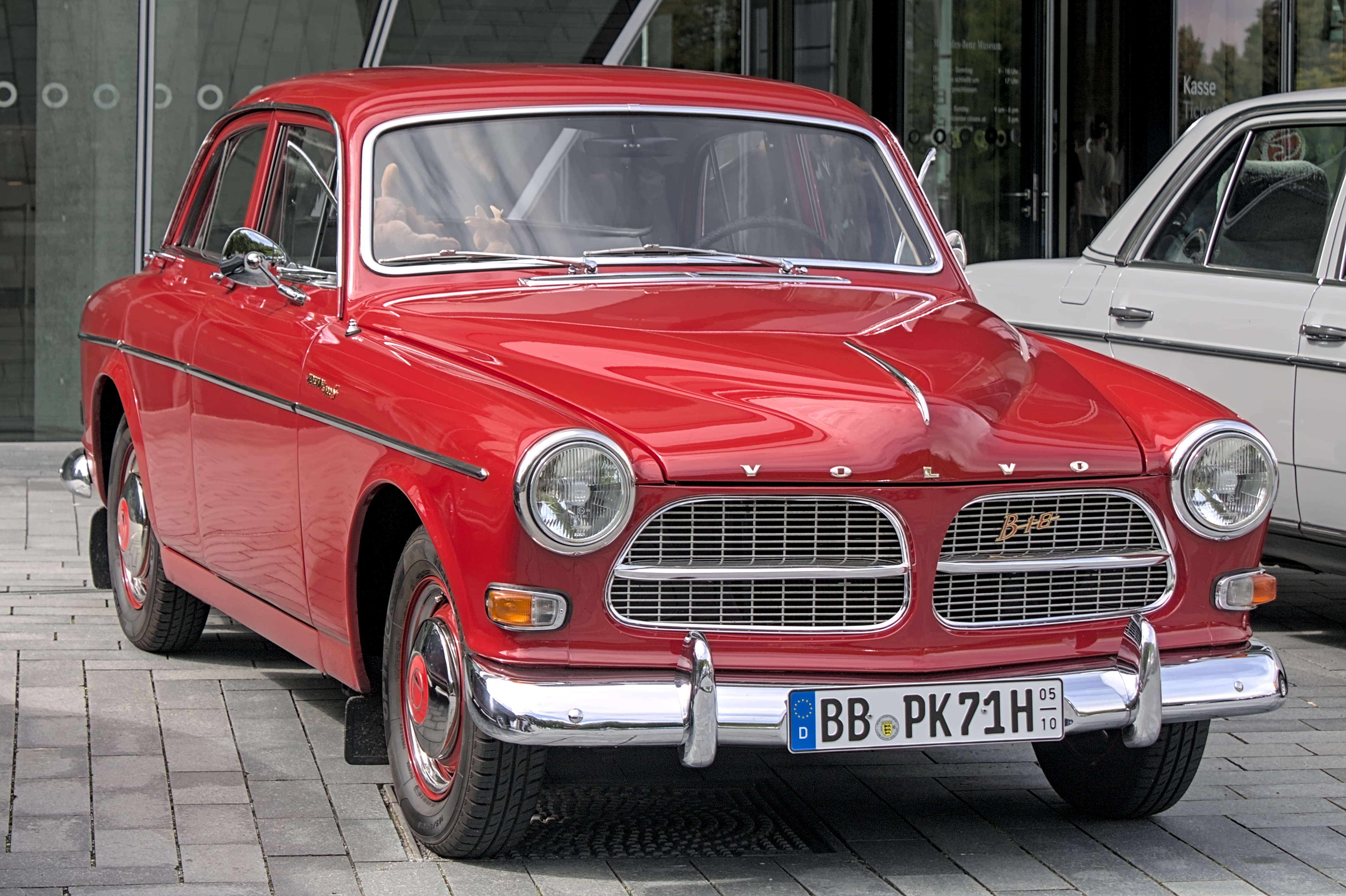
Volvo 120/121/122 1965 bis 1967 Volvo 130 1965 bis 1969
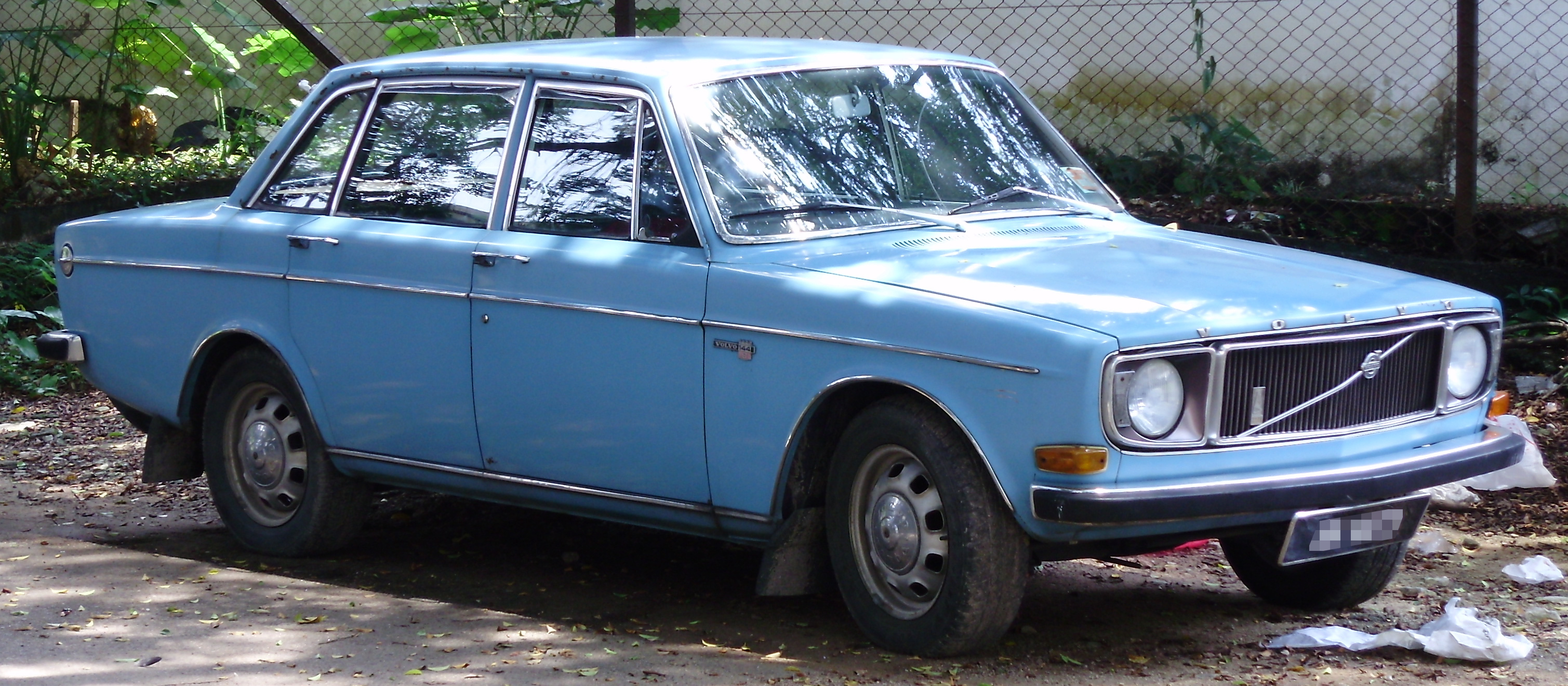
Volvo 144/145 1968 bis 1974
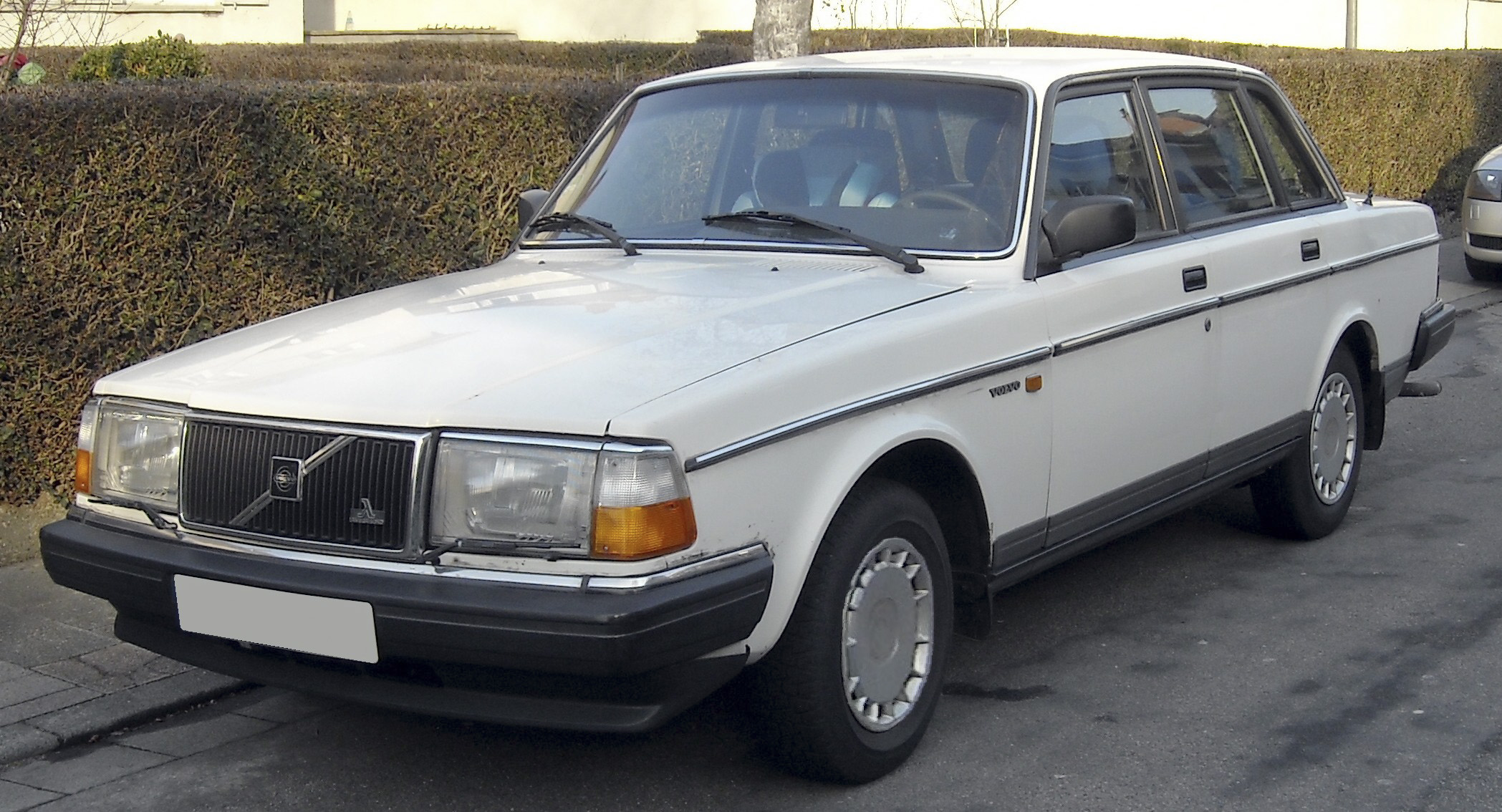
Volvo 240/244/245 1974 bis 1985
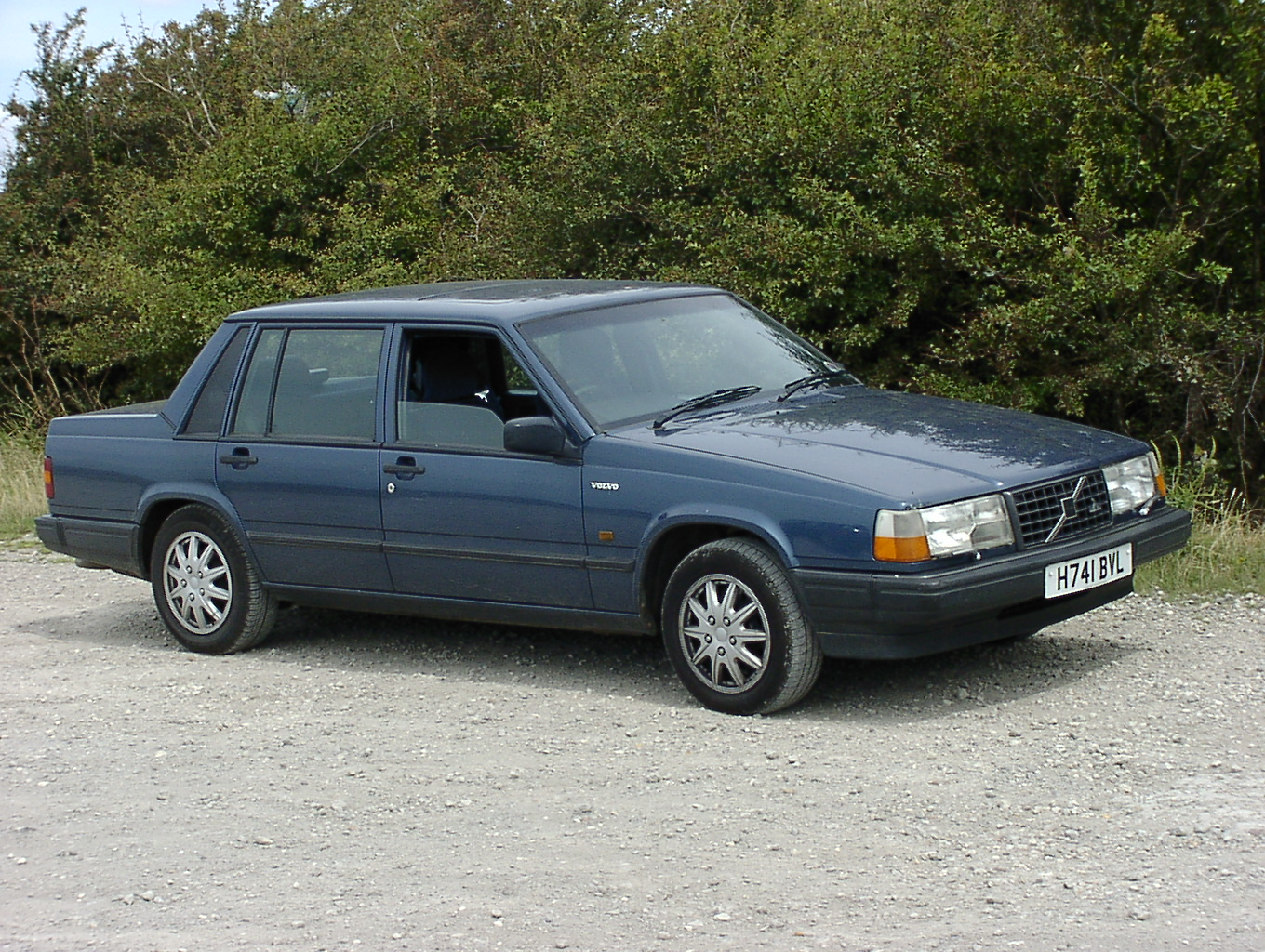
Volvo 740/760 1983 bis 1992 Volvo 940 1991 bis 1992
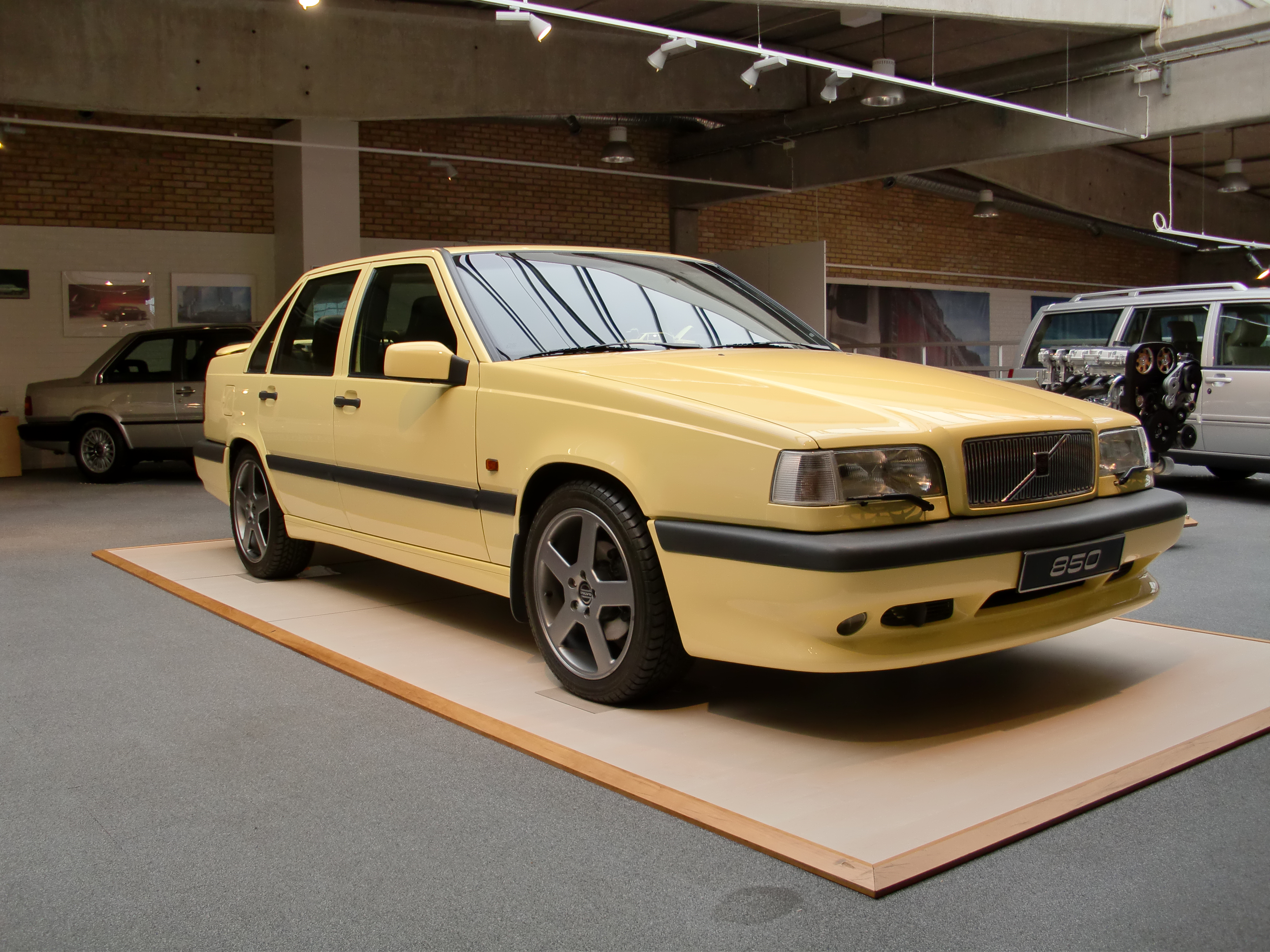
Volvo 850 1991 bis 1996
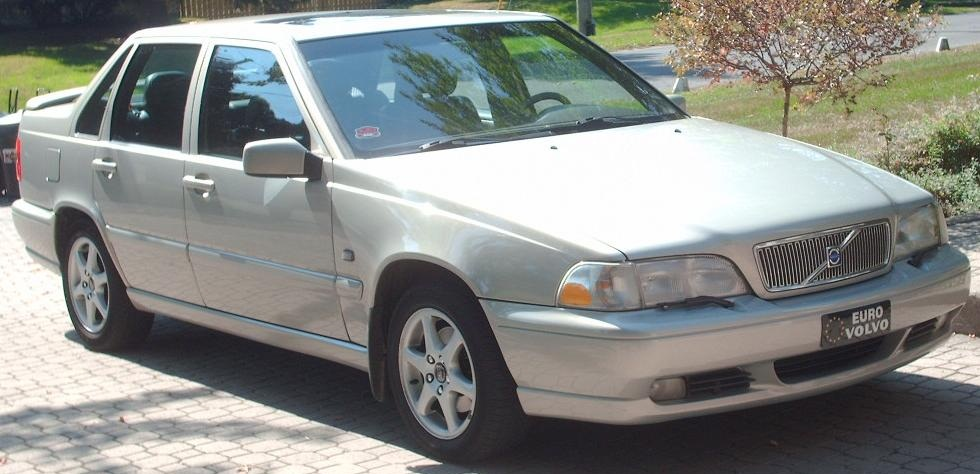
Volvo S70/V70 1996 bis 2000
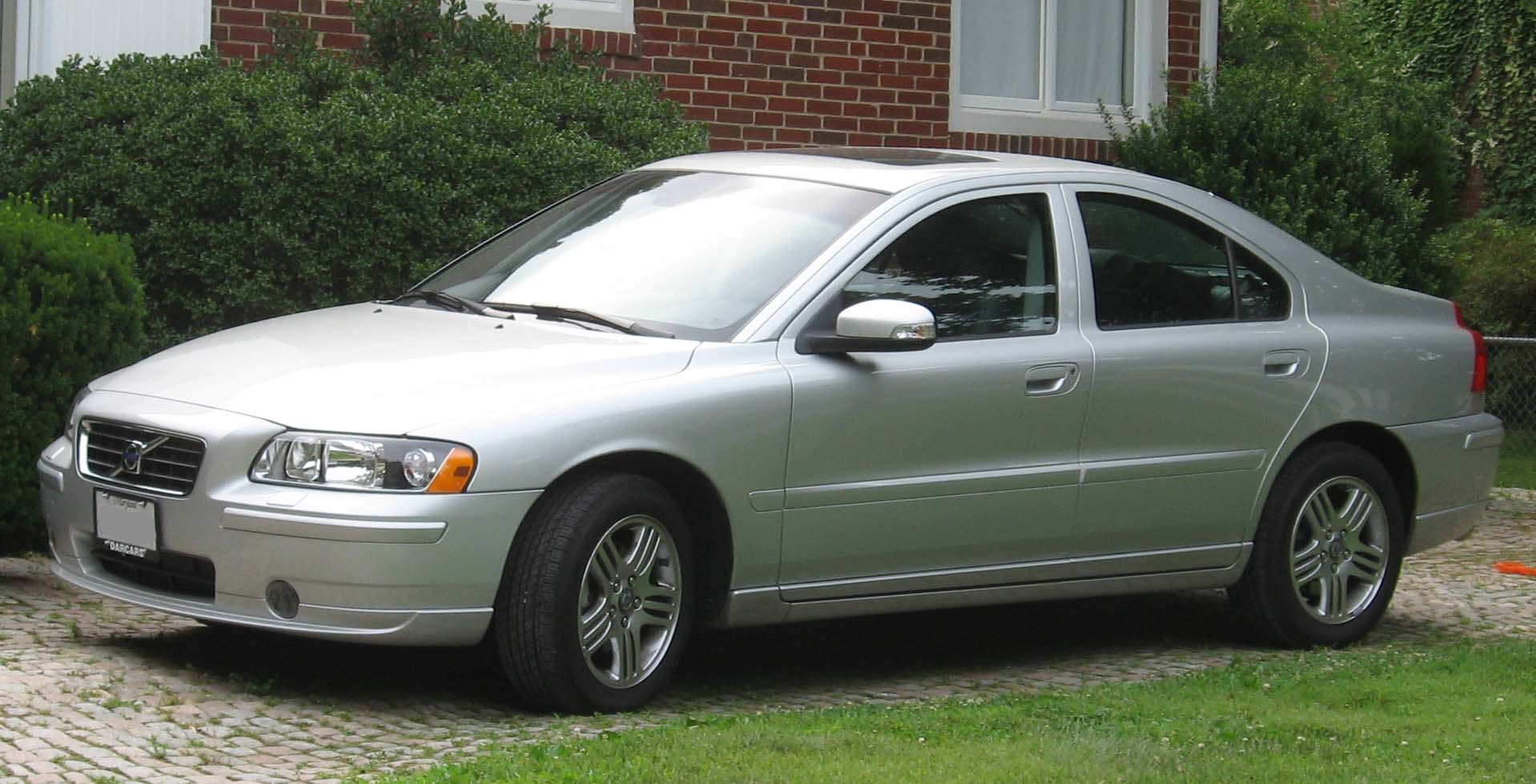
Volvo S60/V70 2000 bis 2007
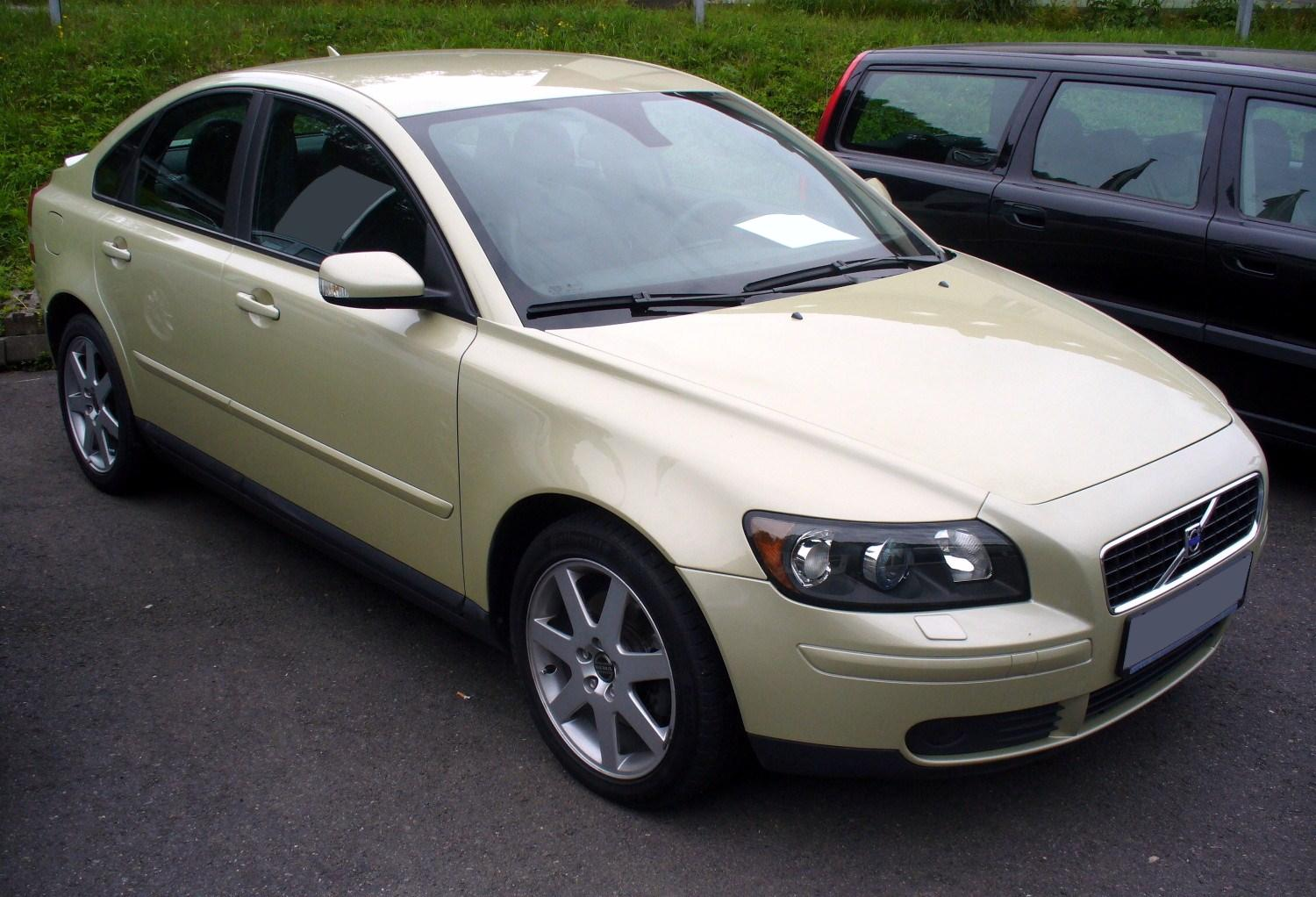
Volvo S40/V50 2003 bis 2012
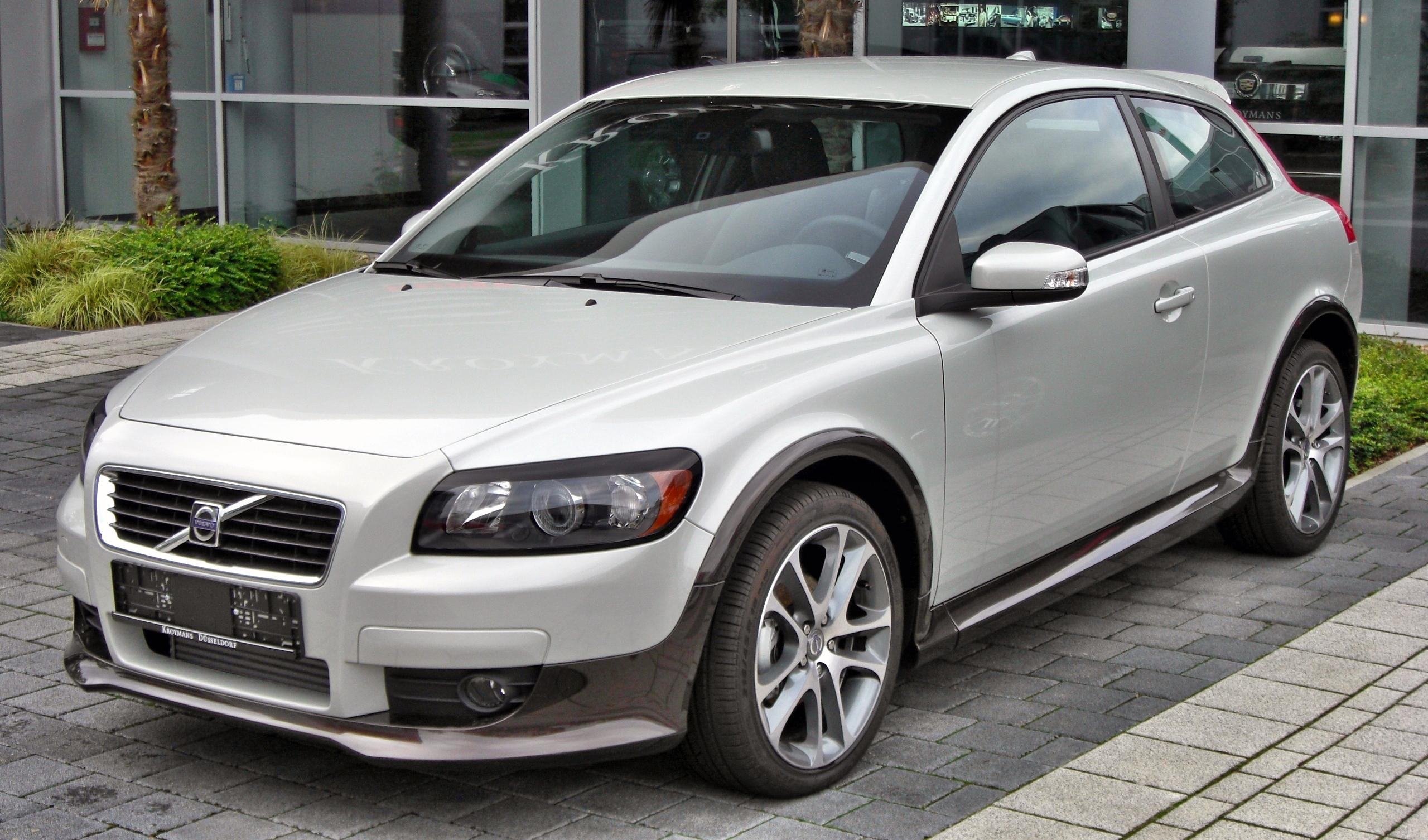
Volvo C30 2006 bis 2013
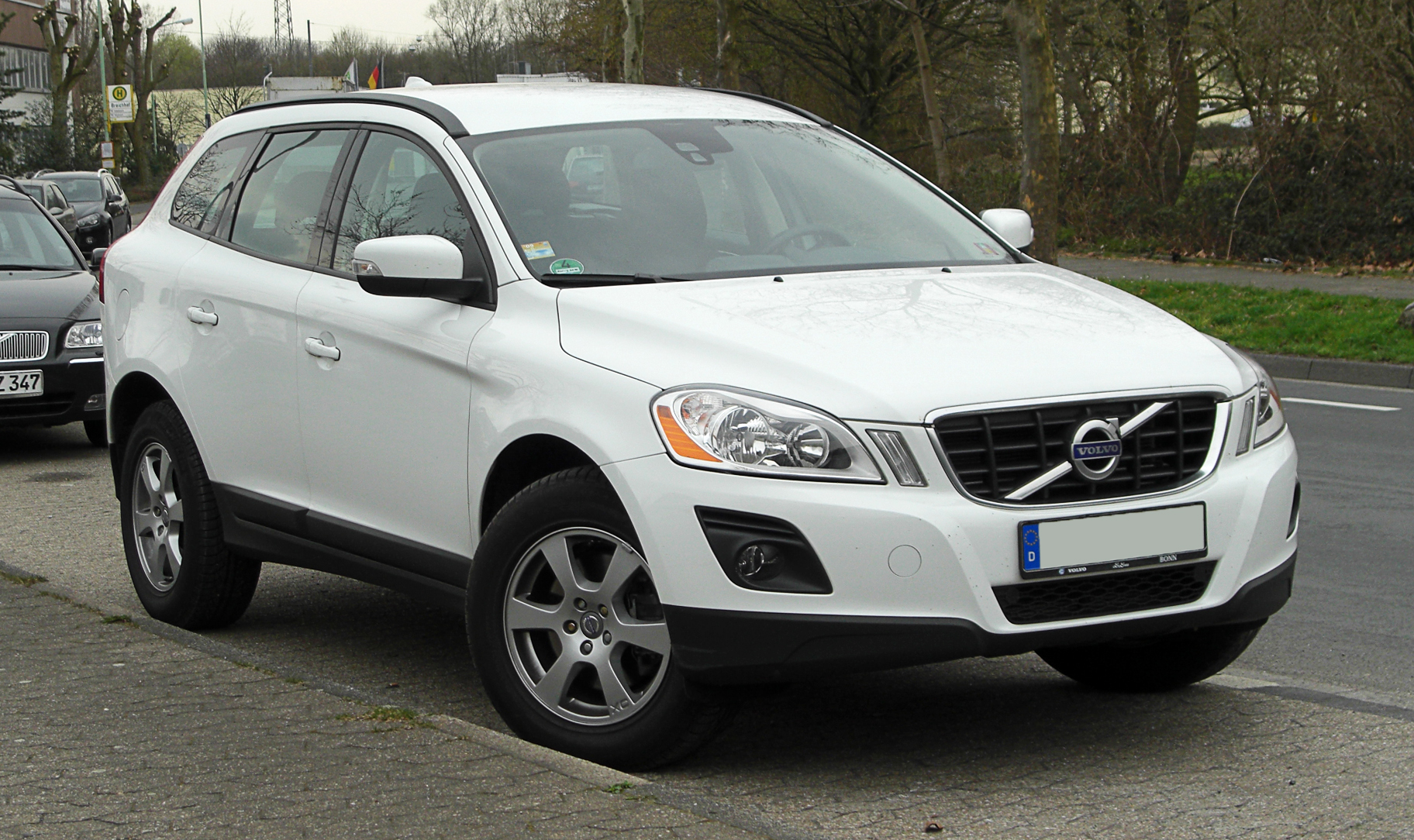
Volvo XC60 2008 bis 2017
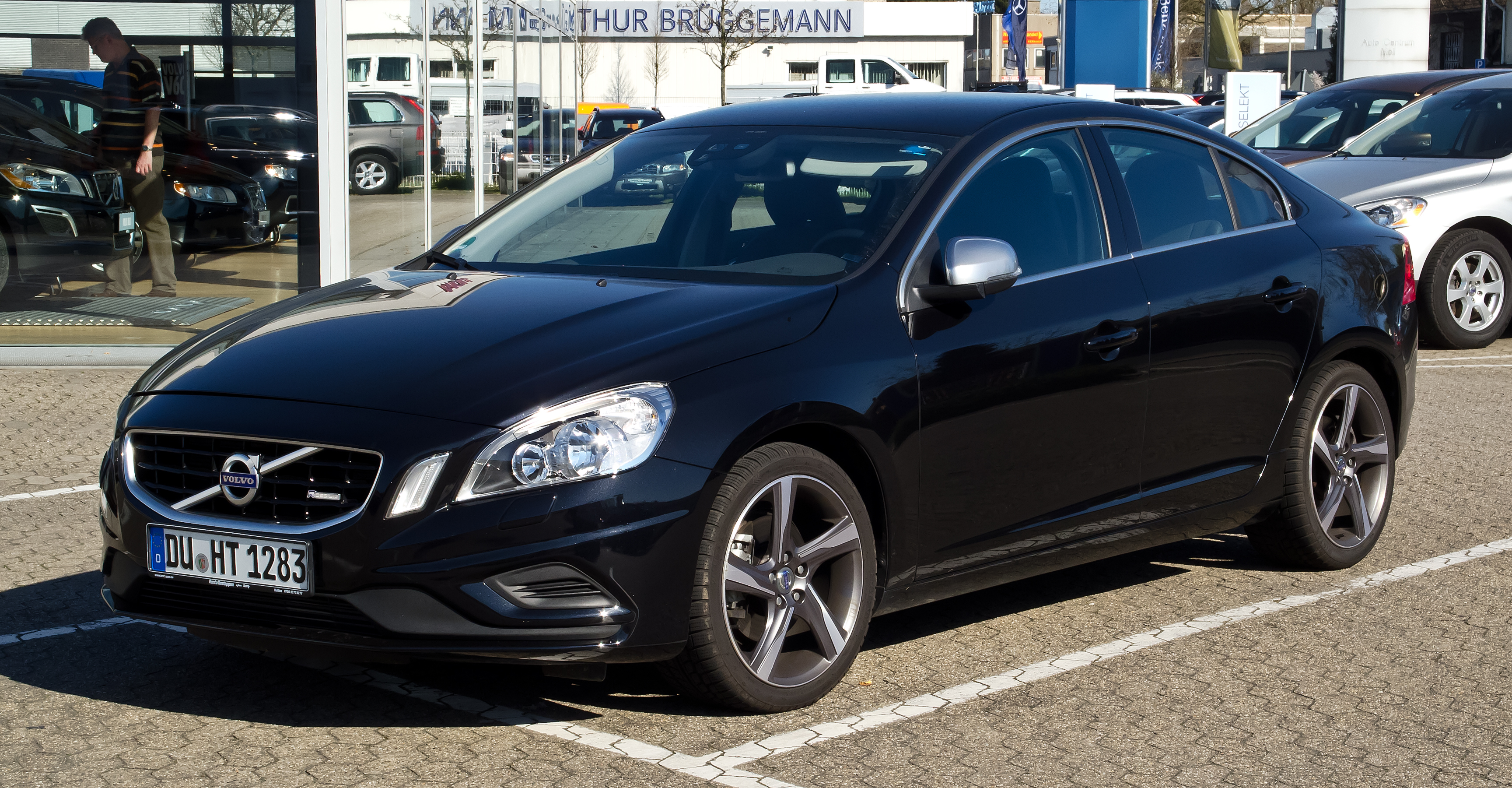
Volvo S60 2010 bis 2018
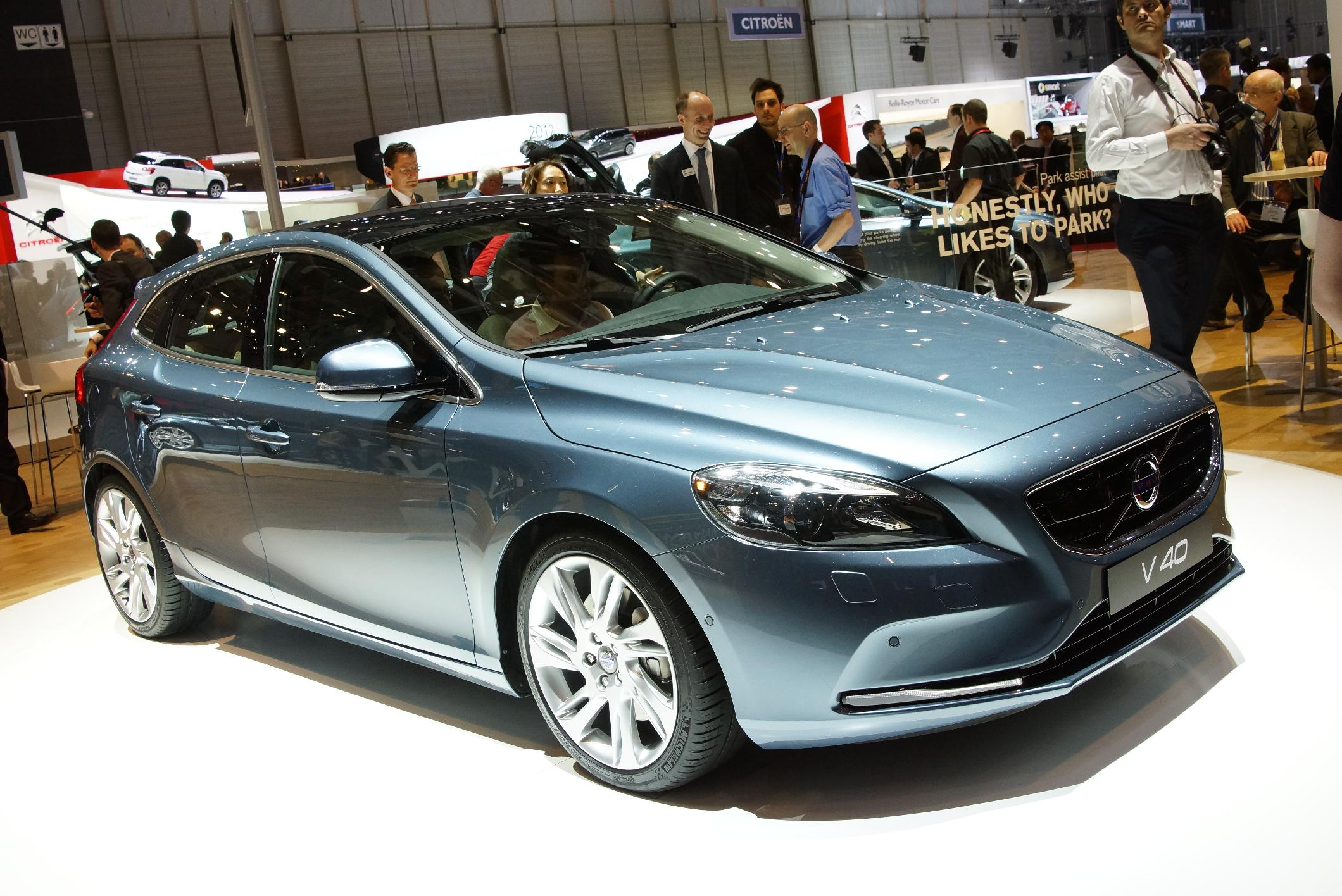
Volvo V40 2012 bis 2019
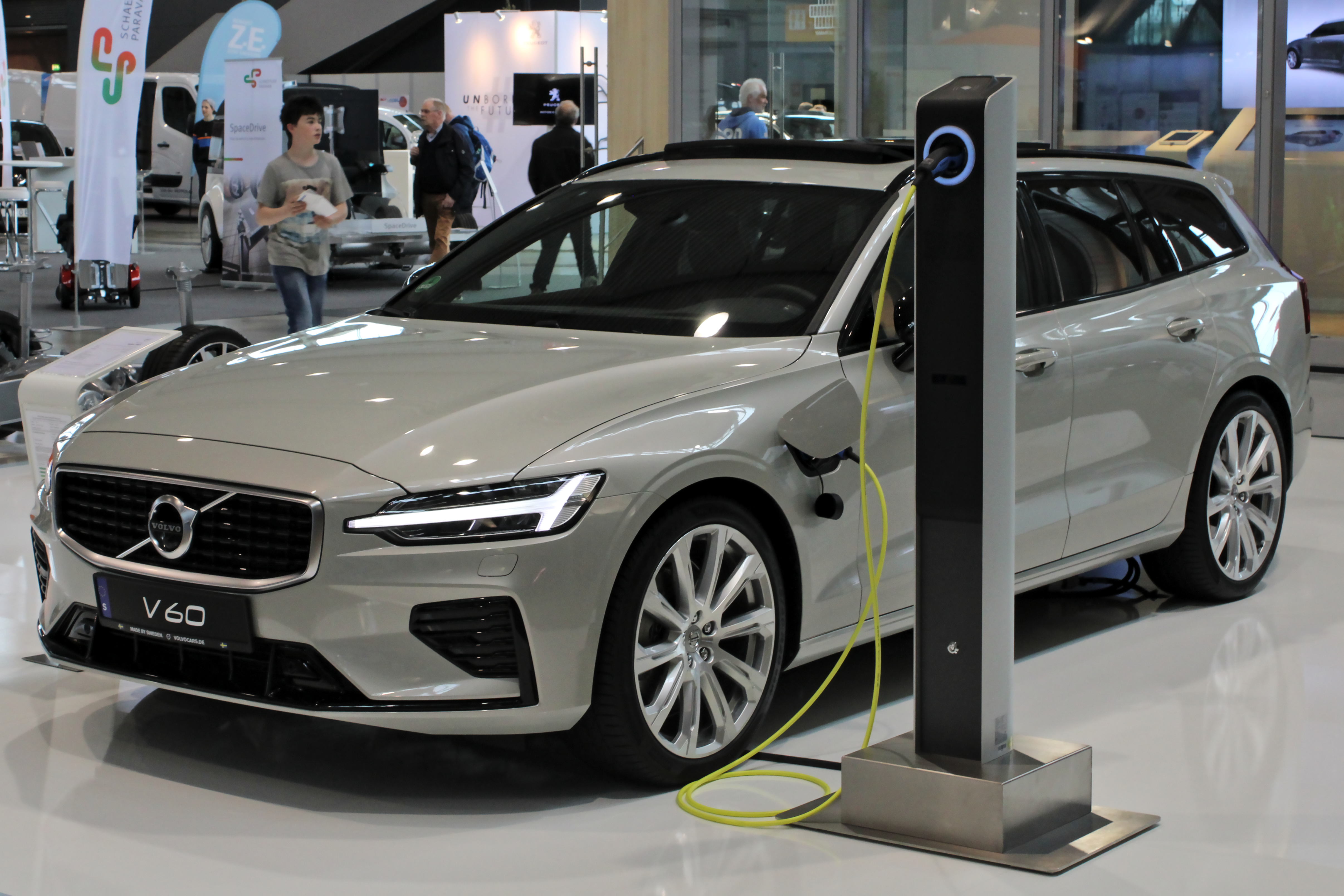
Volvo V60[7] seit 2017
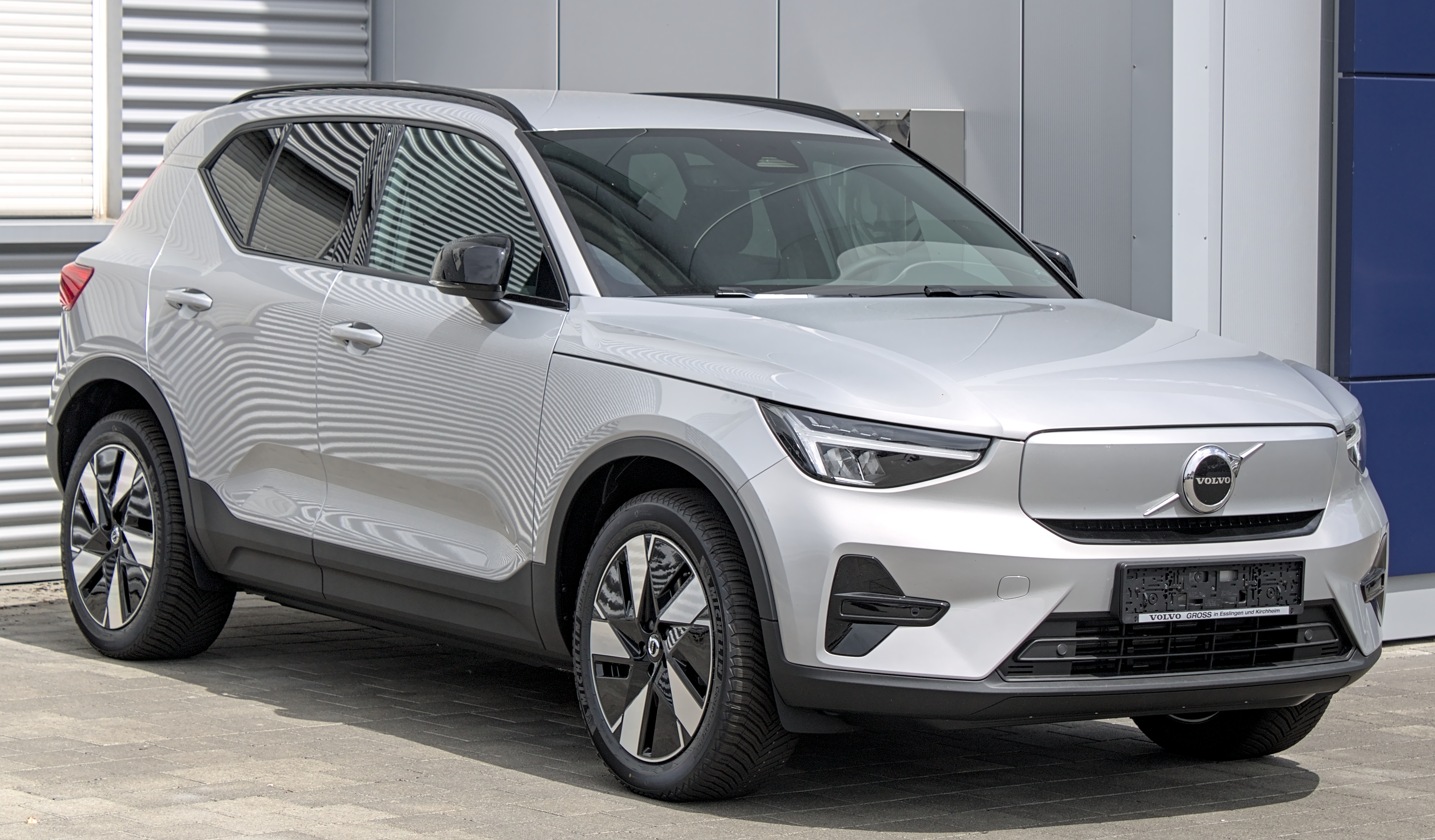
Volvo XC40 / EX40[8] seit 2017
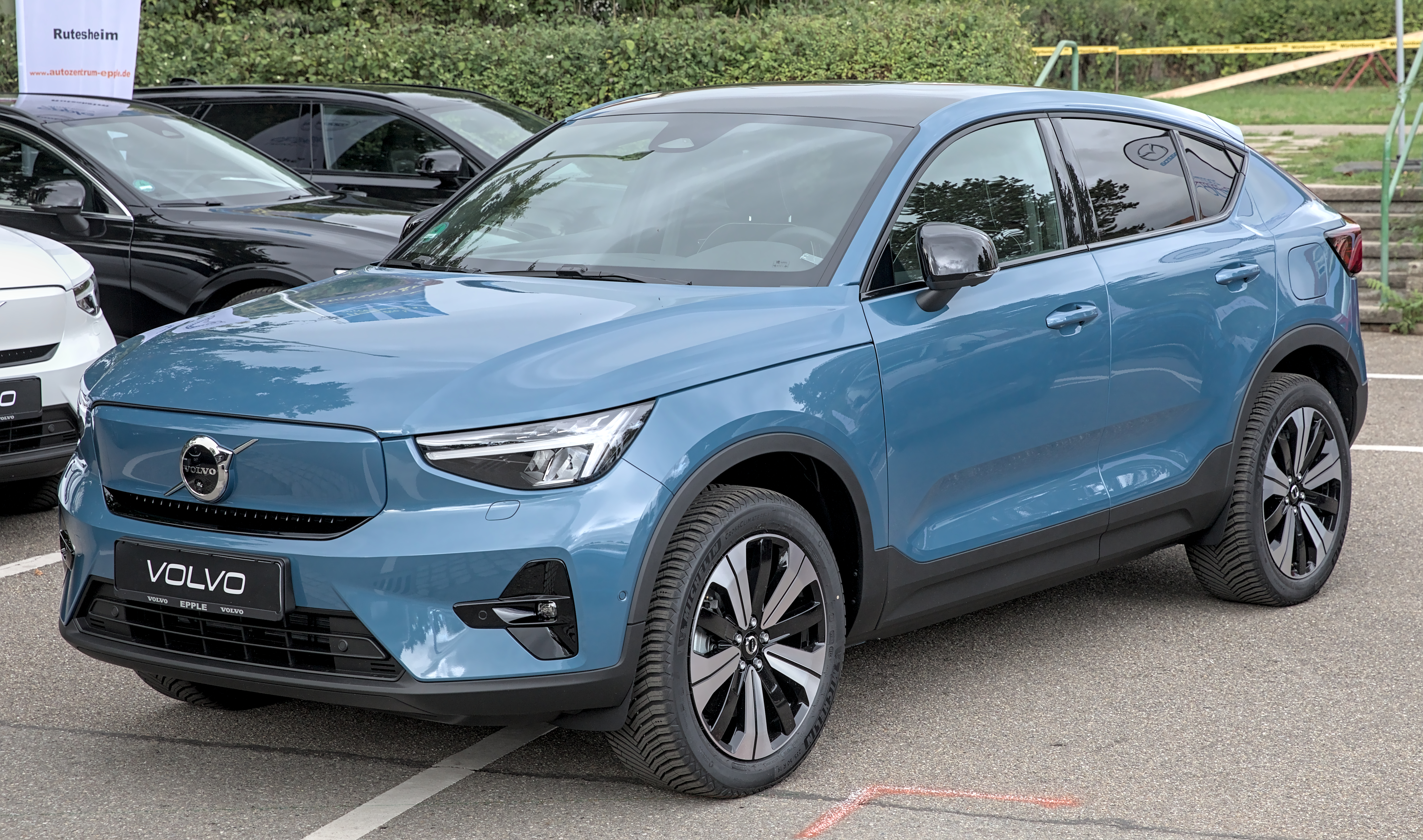
Volvo EC40 seit 2021